# Standardizacija
Standardizàcija oziroma poenotenje je metoda, katere bistvo je v odstranjevanju odvečne raznovrstnosti in določanju izenačenosti glede na: kakovost ali kvaliteto, obliko, mere (dimenzije), materiale, varnost, zanesljivost ter življenjsko dobo izdelka.
Primer: vsa Evropa uporablja napetost 230 V/50 Hz (čeprav različne vtiče), enotno GSM telefonijo in uporablja (vsaj uradno) metrski sistem.
Določena oblika standardizacije je obstajala že v času antike pri izdelovanju v takratnih manufakturnih delavnicah, predvsem pa je bila najbolj poudarjena in je še danes vidna (po arheoloških izkopaninah in še vedno vidnih sledovih cest) pri standardni razdalji med kolesi na vozovih (kolotek), ki je vplivala na razdaljo med kolesi železniških vozil. Vendar pa lahko štejemo za začetnika prave industrijske standardizacije tovarnarja Forda v ZDA konec 19. stoletja. Industrijski standardi so se v 20. stoletju razširili po vsem svetu, pri tem je imela odločilno vlogo Mednarodna organizacija za standardizacijo (ISO - International Organization for Standardization) s sedežem v Švici.
Industrijski standardi so pocenili izdelavo in izdelke. Predvsem pa so pocenili popravila izdelkov. Bistvena razlika je med tem, ali je za popravilo treba kupiti posebni del (na primer vijak) določenega proizvajalca ali pa ustreza standardni del. Ekonomisti zatrjujejo, da so dvignili tudi splošni družbeni standard.

## Vrste standardov
Ločimo več vrst standardov in sicer so:
- standardi, ki obsegajo enote, formule, veličine, nazive, simbole, itd.
- standarde kakovosti, ki kažejo na lastnosti in primernosti izdelkov, objektov in vse pogosteje tudi storitev za neki namen
- standardi za mere, ki se ozirajo samo na mere izdelkov ali objektov
- standardi oblik, ki kažejo samo oblike
- standardi tehnoloških postopkov, kot so vzorčenje, merjenje, izdelava tehnološkega postopka za proizvodnjo itd.
- standardi predmetov z ozirom na industrijsko panogo, ki je izdelala predmet (lesna, metalurgija, tekstilna, itd.)
- standardi v infrastrukturah držav, kot so; gradbeništvo, elektroenergetika, cestni promet, železniški promet, ladijski promet, letalski promet, naftovodi, plinovodi, telekomunikacije, pošte, računalništvo, zdravstvo.
- organizacijski standardi, kažejo na predpise in pravila, ki urejajo neko splošno ureditev.

## Razvoj standardov v Evropi
V Evropi so nekakšni standardi v obliki "vzorca nastajali že zelo zgodaj, vendar pa lahko štejemo za prvi zapisani standard "Predpis za dolžino, širino in kvaliteto tkanine", katerega je izdal Colbert leta 1660 v Franciji. Naslednji zelo znan predpis za format papirja 210×298, je izdala Francoska revolucionarna ljudska oblast leta 1789. Standardizacija se je nato razvijala v smer povezovanja z znanostjo, zapisovanja kemičnih formul, risanja skal za temperaturo - stopinje Celzija - itd. Standardizacija se je vse bolj razvijala vzporedno s trgom in v odvisnosti od ponudbe in povpraševanja, individualnih zahtev potrošnikov glede mer, kvalitete blaga, izbora in okusa. Potrebe na trgu so zahtevale izdelavo novih standardov na osnovah logike, racionalnosti in znanosti. V Franciji, Nemčiji in Italiji se je začel uveljavljati izraz norma in normalizacija, medtem ko se je v Angliji ustalil izraz standard in standardizacija. V ZDA so prevzeli izraz standard in standardizacija, ki se je zaradi hitrega industrijskega razvoja ZDA razširil po vsem svetu. Rusija je sprejela izraz standard in standardizacija šele leta 1927, vendar plansko in sistematično. To so standardi GOST (Gosudarstveni občesojuznij standard), ki so zelo številni in obsežni, saj zajemajo tako sredstva za proizvodnjo kot širokopotrošne izdelke in sredstva za nego. Danes so ti standardi že malo zastareli, vendar so za izvoznike v Rusijo nujni, zlasti za področja z nizkimi temperaturami. V Nemčiji se je standardizacija začela močno razvijati pred prvo svetovno vojno. Nemški standardi so imeli oznako DIN (Deutsche Industrie Normen), delili pa so se na: temeljne norme splošnega namena in strokovne norme za posamezna strokovna področja. To so bili zelo kvalitetni in precizni standardi, ki smo jih uporabljali tudi v Jugoslaviji in Sloveniji. Danes se ti standardi umikajo, novim slovenskim standardom, SIST.

## Razvoj standardizacije v Jugoslaviji in Sloveniji
V Jugoslaviji in Sloveniji so se po prvi svetovni vojni uporabljali deloma nemški in deloma francoski standardi, ker je bila industrija slabo razvita je to zadostovalo. Po drugi svetovni vojni so se pa razmere bistveno poslabšale zaradi splošnega pomanjkanja vsega blaga in železne zavese s strani zahoda. Država je bila prisiljena izkoristiti vse industrijske kapacitete do maksimuma in odpirati tudi nove tovarne. Potreba po specializaciji in kooperaciji med industrijami je zahtevala izdelavo novih standardov, sicer ta dejavnost ne bi bila možna. Novi predpisi zakona o jugoslovanskih standardih je izšel leta 1960. Jugoslovanski zavod za standardizacijo je izdal katalog z objavljenimi JUS Jugoslovanskimi standardi (JUS) leta 1964. 
Označeni so bili za posamezne panoge po abecednem redu, kot sledi:
- A -Osnovni in splošni standardi,
- B -Rudarstvo in predelava mineralov, premoga in nafte,
- C -Metalurgija in tehnologija predelave metalov,
- D -Gozdarstvo, lesna industrija in predelava lesnih materialov,
- E -Kmetijstvo, prehrambena in tobačna industrija,
- F -Tekstilna industrija,
- G -Proizvodi predelave kože, gume, smole, naravnih in umetnih plastičnih mas in kosti,
- H -Kemična industrija,
- K -Delovno in merilno orodje in pribor,
- L -Merilni aparati in izdelki finomehanike,
- M -Strojegradnja in kovinska industrija,
- N -Elektrotehnika in elektroindustrija,
- P -Naprave, postrojenja in vozila tirnega prometa,
- U -Gradbeništvo,
- Z -Standardi, ki ne pridejo v nobeno vejo standardizacije (grafični izdelki, osebna zaščitna sredstva, gasilstvo, telesna kultura).

Standardi JUS so na področju bivše Jugoslavije v veliki meri v veljavi še danes, nekateri tudi v Sloveniji. Za začetek slovenske standardizacije lahko štejemo leto 1946, ko je 25. septembra 1946 izšla uredba o standardizaciji objavljena v Službeni list FNRJ - br.78 od 27.9.1946. Ustanovljena je bila Zvezna komisija-Savezna komisija za standardizacijo in Republiška komisija za standardizacijo v Ljubljani. Postavljena naloga je bila jasna, znanstveno obdelati vse probleme standardizacije v vseh vejah narodnega gospodarstva, tehnike dela, razvoja tehničnih sredstev in povečanje ekonomičnosti v podjetjih. Na osnovi te uredbe so republiške komisije za standardizacijo izdelale več kot 600 predlogov za standarde. To je bil v tistem času velik dosežek jugoslovanske tehniške inteligence in znanosti.
29. maja 1948 je izšla nova "Uredba o određivanju i kontroli kvalitete proizvoda", ki jo je izdala Vlada FLRJ. Ta uredba zahteva od proizvodnih podjetij da:
- zadovolijo okus potrošnika,
- omogočajo najbolj racionalno uporabo sredstev za proizvodnjo,
- ustvarjajo uspešen izvoz,
- zagotovijo čim večjo trajnost in skladnost proizvodov,
- vložijo vse svoje zmožnosti za dviganje kvalitete svojih proizvodov.

O standardih pa ni nobene besede, pojavi pa se nov termin - predpis. Zanimiv je stavek, ki pravi - "da vsa ministrstva s svojimi predpisi in izvajanjem ustreznih mer v okvirih svoje pristojnosti, delajo na dviganju kakovosti in sami ali s pomočjo posebnih organov izvajajo kontrolo kvalitete proizvodov".
To je bil korak nazaj od standardizacije, da bi zamašili vrzel, ki je zazijala med birokratskim predpisom in njegovo tehniško izvedbo. Omislili so si nov dokument - specifikacijo, ki mora obvezno spremljati tak predpis. Vendar tudi predpisi niso uspeli pokriti vseh specifičnih potreb, zato so si omislili še začasni predpis. Najhujši problemi so kljub temu nastopili v tekstilni industriji, zaradi česar je bilo leta 1961 sklicano posvetovanje "Opče jugoslavensko savjetovanje stručnjaka i raznih institucija o problematici standardizacije u tekstilnoj industriji". Na tem posvetovanju so končno sprejeli nekaj koristnih zaključkov o načinih reševanja problemov povezanih s standardizacijo. Sklenili so, da je treba sinhronizirati delo na standardih z ozirom na usklajevanje zahtev med kupci in proizvajalci. Potrebno je delati po vrsti kot sledi:
- surovine,
- polproizvodi,
- proizvodi,
- poenotenje tehniške terminologije za panogo,
- uvedba laboratorijskih preiskav tehniških elementov standardizacije,
- usklajevanje s priporočili Mednarodne organizacije za standardizacijo,
- uvedba strokovnega izobraževanja vseh strokovnjakov v panogi.

To je bil sprožilec za resno delo na standardizaciji in tako je leta 1964 izšla prva izdaja jugoslovanskih standardov JUS.

## Stopnje standardizacije
Obstajajo tri osnovne stopnje standardizacije in to so:
- simplifikacija
- specifikacija
- standardizacija

Simplifikacija- pomeni poenostavljanje, ta pojem se najbolj uporablja v ZDA in UK. To ni prava standardizacija pač pa pomeni neki grobi opis, oris, skico, sliko, scenarij ali podobno. Primerna je za kulturne dejavnosti, šolstvo, znanost, raziskovanje, zdravstvo, kmetijstvo, živinoreja in vse dejavnosti, ki jih lahko povežemo z biologijo. Cel Hollywood je povezan z simplifikacijo, čeprav ga danes povezujemo z filmsko industrijo.
Specifikacija je pomembna za vsakega proizvajalca, obrtnika in trgovca da lahko na njeni osnovi izdela kalkulacijo nekega izdelka. Specifikacija izdelka ali skupine izdelkov v industrijskem podjetju je precej bolj zahtevna saj mora določiti podatke o npr.:
- sestavinah,
- tehniških lastnostih,
- surovinah,
- trdnosti,
- trajnosti,
- hitrosti gibanja,
- kapaciteti,
- oznakah in podobnem.

Na osnovi teh podatkov se lahko kontrolira kakovost izdelkov v industrijskem podjetju. Vendar sama specifikacija še ne more zmanjšati števila podobnih izdelkov pač pa omogoči izdelovanje izdelkov s stalno enako kakovostjo, ker določa minimalno kakovost in usmerja v tipizacijo kar omogoči uvedbo standarda.
Standardizacija, je smiselna šele, ko nastopi več tipov podobnih predmetov, objektov, izdelkov, sistemov, oblik organizacij, storitev, kateri so zanimivi na svetovnem trgu. Prva faza uvedbe standarda je izvedba tipizacije, sledi izbor predmeta, kateri bo izbran za osnovni vzorec-standard. Standarde si lahko izdelajo delovne organizacije, podjetja, industrije, multinacionalne družbe, države, mednarodne organizacije. Praktično poznamo danes veliko vrst standardov, različnih tako po obliki, vsebini in obsegu. Manjša podjetja standarde zbirajo in hranijo v okviru razvojnega ali tehnološkega oddelka, večja podjetja in organizacije ter institucije pa imajo v te namene posebno knjižnico imenovano tudi Standardoteka. Po navadi jo upravlja strokovnjak usposobljen za tovrstno dokumentacijo. Veliko te dokumentacije je na mikrofilmih, danes pa tudi na digitalnih nosilcih podatkov. V Sloveniji ima največjo standardoteko Slovenski inštitut za standardizacijo-SIST.

## Standardi vodenja kakovosti
Standardi vodenja kakovosti oziroma ISO standardi so krovni standardi v vsakem podjetju, organizaciji, industriji, zavodu, državni instituciji, kar pomeni da morajo imeti tudi dobro pokritost svoje dejavnosti tudi z drugimi standardi, kateri se nanašajo na njihovo dejavnost. Strokovnjaki za standardizacijo radi prikazujejo, da je vsako podjetje ali organizacija kot nekakšna hiša, katera ima v temelje vgrajene temeljne standarde, surovin, materialov, energetskih vodov, zidov, konstrukcij, instalacij, opreme, informacijskih sistemov, itd. Zgoraj je streha iz Standardov vodenja kakovosti, kateri omogočajo vodstvenemu osebju podjetja, organizacije, institucije vpogled, presojo o dejanskem stanju in delovanju v njih. Včasih se je v ta namen uporabljala serija mednarodnih standardov ISO 9000, med njimi še zlasti standardi - ISO 9001, ISO 9002 in ISO 9003. Leta 2008 je izšla nova, razširjena izdaja standarda ISO 9001:2008. Trenutno se uporabljajo standardi ISO 9001:2008 za sisteme vodenja kakovosti, ISO 14001:2004 za sisteme ravnanja z okoljem, OHSAS 18001:2007 za sistema varnosti in zdravja pri delu, ISO 50001:2011 za sistem upravljanja z energijo...
Podjetja, organizacije, institucije običajno poiščejo pomoč pri zunanjih strokovnjakih - presojevalcih, ki analizirajo stanje in predlagajo ukrepe za odpravo pomanjkljivosti v vseh oddelkih ali procesih v podjetju, organizaciji, instituciji. Obdobje procesa usklajevanja delovanja organizacije s standardi kakovosti je odvisno od stanja v organizaciji in lahko traja od šest mesecev, do dveh let in več. Standardi se redno revidirajo in se po potrebi izdajo nove verzije. Vsi uporabniki morajo vzdrževati register veljavnih ISO standardov. Izrazoslovje uporabljeno v standardih vodenja kakovosti je zbrano in razloženo v posebnem standardu ISO 9000:2005 (prej ISO 8402:1994). Za uporabnike standardov vodenja kakovosti, ki so uspeli delovanje organizacije uskladiti z zahtevami teh standardov je uporaben tudi standard ISO 10013:2001, ki daje napotke uporabnikom, kako si naj uredijo dokumentacijo. Zaključek celotnaga procesa implementacije zahtev standardov pri uporabniku je lahko pridobitev ustreznega certifikata od za to pristojne institucije.
Mednarodni standardi se stalno razvijajo in dopolnjujejo, najbolj je to opazno v skupni standardov vodenja kakovosti, katere uporabljajo razne proizvodne organizacije, različnih branž izdelkov. Velke multinacionalke so iz lastnih potreb prilagodile te standarde svojim potrebam tako, da so ustvarile svoje standarde kakovosti v - letalski industriji, avtomobilski industriji ISO/TS 16949, farmacevtski industriji, industriji telekomunikacij, proizvodnji medicinskih pripomočkov ISO 13485:2003, organizacijah v prehranski verigi ISO 22000:2005 - Sistem vodenja varnosti živil, itd.
Do leta 2007 se je 570 ISO - dokumentov nanašalo tudi na standarde varstva okolja, povzročanja in omejevanja okoljskih sprememb. Sedaj se to število skokovito povečuje, zlasti na področju energetike, kjer si strokovnjaki iz raznih področij prizadevajo zmanjšati izpuste toplogrednih plinov na minimum.

## Standardi za zaščito potrošnikov
Da bi raznim skupinam potrošnikov, slabovidni, gluhi, osebe z omejitvijo gibanja itd. omogočili lažje bivanje, so leta 2001 izdali smernice ISO/IEC Guide 71:2001. Te smernice naj bi bile vodilo pripravljavcem standardov, da upoštevajo tudi potrebe tovrstnih potrošnikov.

## Standardi za živila in varnost hrane
Prvi koncept standardov za živila in prehrano je nastal v ameriškem koncernu Pillsbury Company, ki je delal v sklopu vesoljske agencije NASA na programu priprave hrane za astronavte. Leta 1985 so razvili koncept Analize tveganja kritičnih kontrolnih točk - Hazard Analysis and Critical Control Points ali HACCP. Kasneje se je ta koncept razvijal naprej in v dopoljnjeni obliki ga je sprejela tudi organizacija OZN za prehrano in kmetijstvo FAO v Codex Alimentarius leta 1963. Leta 2005 pa je izšel mednarodni standard ISO 22000:2005 z zahtevami za vse vpletene v prehranski verigi, ki vključuje tako HACCP kot Codex Alimentarius ter pravila dobre poslovne in dobre higienske prakse, sledljivosti ter označevanja živil. Kasneje so izdali še druge standarde serije ISO 22000, ki pokrivajo celotno področje od osnovne pridelave, transporta, skladiščenja, predelave, distribucije, embaliranja in izdelovanja opreme za embaliranje hrane. Sestavljajo jih standardi:
- ISO 22004:2005 - Sistemi vodenja varnosti živil - Smernice za uporabo ISO 22000:2005
- ISO 22003:2007 - Zahteve za organe, ki izvajajo ocenjevanje in certificiranje sistemov vodenja varnosti živil
- ISO 22005:2007 - Sledljivost v krmni in prehranski verigi - Splošna načela in osnovne zahteve za načrtovanje in vzpostavitev sistema
- ISO 22006:2011 - Sistemi vodenja kakovosti - Smernice za uporabo ISO 9001:2008 v proizvodnji pridelkov

Mednarodni standardi serije ISO 22000 so v uporabi tudi v EU.

## Standardi za športna orodja, naprave in rekvizite
Dvajseto stoletje je ustvarilo veliko število množičnih športov in izdelkov zanje. Prvi proizvajalci so izdelovali telovadna orodja, naprave in rekvizite brez tipizacije. Razširjenost športov je po drugi svetovni vojni zahtevala njihovo standardizacijo in zagotovitev kakovosti. Mednarodna organizacija za standardizacijo ISO je zaradi potreb področja za šport izdala mednarodne standarde za varnost opreme npr. serijo standardov ISO 20957 z zahtevami za varnost in testnimi metodami za stacionarno športno opremo.

## Standardi za zagotavjanje kakovosti v karierni orientaciji - vseživljenjsko učenje
Evropska komisija je leta 2003 strokovno skupino za vseživljenjsko orientacijo kadrov - Lifelong Guidance Expert Group  zadolžila, da oblikujejo smernice za razvoj kariernih standardov kakovosti, ki jih bodo morali nacionalni standardi upoštevati. Trenutno podobne standarde z imenom Matrix  uporabljajo v Angliji.